# Telocricus montis
Telocricus montis är en mångfotingart som först beskrevs av Chamberlin 1915.  Telocricus montis ingår i släktet Telocricus och familjen storjordkrypare.
Artens utbredningsområde är Kuba. Inga underarter finns listade i Catalogue of Life.